# Зина (Оклахома)
Зина (енгл. Zena) насељено је место без административног статуса у америчкој савезној држави Оклахома.

## Демографија
По попису из 2010. године број становника је 122, што је 1 (-0,8%) становника мање него 2000. године.
| Група             | 2000.      | 2010.      |
| Белци             | 71 (57,7%) | 81 (66,4%) |
| Афроамериканци    | 0 (0,0%)   | 2 (1,6%)   |
| Азијати           | 0 (0,0%)   | 0 (0,0%)   |
| Хиспаноамериканци | 1 (0,8%)   | 1 (0,8%)   |
| Укупно            | 123        | 122        |